# 比尔基尔卡拉足球俱乐部
比爾基卡拉足球俱樂部（英語：Birkirkara FC），是马耳他的足球俱乐部，位于比爾基卡拉市镇。
球隊成立于1950年，由比爾基卡拉聯（Birkirkara United）和比爾基卡拉塞爾提克（Birkirkara Celtic）合併而成。在1996–97赛季球队取得联赛亚军，取得了参加欧洲联盟杯的资格，首次参加欧洲赛事。
比爾基卡拉是歐洲足球會協會的創始成員。

## 球队荣誉
- 馬爾他足球超級聯賽
  - 冠軍 (4): 1999–2000, 2005–06, 2009–10, 2012–13
  - 亞軍 (8): 1952–53, 1996–97, 1997–98, 1998–99, 2002–03, 2003–04, 2004–05, 2013–14, 2022-23
- 馬耳他足總盃
  - 冠軍 (6): 2001–02, 2002–03, 2004–05, 2007–08, 2014–15, 2022–23
  - 亞軍 (6): 1972–73, 1989–90, 1998–99, 1999–2000, 2000–01, 2017–18
- 馬耳他超級盃
  - 冠軍 (7): 2002, 2003, 2004, 2005, 2006, 2013, 2014
  - 亞軍 (7): 1997, 1999, 2000, 2008, 2010, 2015, 2023